# Крушовица (Врачанская область)
Крушовица (болг. Крушовица) — село в Болгарии. Находится в Врачанской области, входит в общину Мизия. Население составляет 1 717 человек.

## Политическая ситуация
В местном кметстве Крушовица, в состав которого входит Крушовица, должность кмета (старосты) исполняет Илия Ангелов Илиевски (Национальное движение «Симеон Второй» (НДСВ)) по результатам выборов правления кметства.
Кмет (мэр) общины Мизия — Виолин Иванов Крушовенски (Национальное движение «Симеон Второй» (НДСВ)) по результатам выборов в правление общины.